# Cleome glandulosa
Cleome glandulosa är en paradisblomsterväxtart som beskrevs av Hipólito Ruiz López, Amp; Pav. och Dc.. Cleome glandulosa ingår i släktet paradisblomstersläktet, och familjen paradisblomsterväxter. Inga underarter finns listade i Catalogue of Life.